# Habrocestum tanzanicum
Habrocestum tanzanicum là một loài nhện trong họ Salticidae.
Loài này thuộc chi Habrocestum. Habrocestum tanzanicum được Wanda Wesołowska & Anthony Russell-Smith miêu tả năm 2000.